# Zastava Čilea
Zastava Čilea sastoji se od dvije vodoravne trake crvene i bijele boje podjednake širine. Na bijelom polju, u gornjem lijevom kutu nalazi se plavi kvadrat s bijelom petokrakom u centru koja predstavlja vodilju napretka i časti. Plava je simbol neba, a bijela snijegom pokrivenih Anda. Crvena predstavlja krv prolivenu u borbi za neovisnost.